# Charles de Batz de Castelmore
Charles de Batz de Castelmore, graaf van Artagnan (Lupiac, 1611 - Maastricht, 25 juni 1673), was 'eerste musketier' in het leger van de Franse koning Lodewijk XIV. Hij werd geromantiseerd in de boeken van Alexandre Dumas onder de naam D'Artagnan, een naam die hij ook zelf gebruikte. Hij stierf tijdens het beleg van Maastricht (1673).

## Levensloop

### Jonge jaren

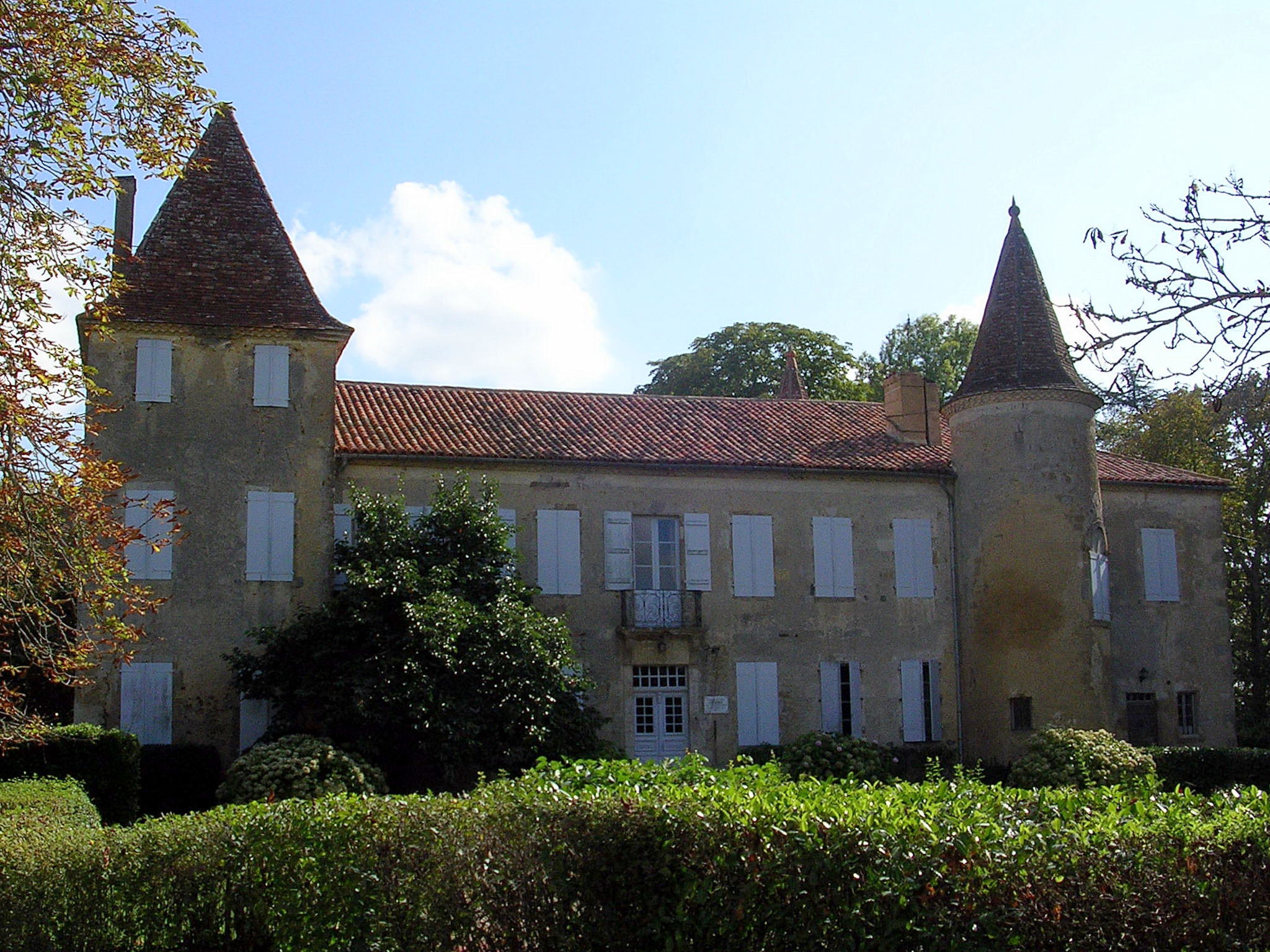
Geboortehuis in Lupiac

Charles de Batz werd geboren in Lupiac in het zuidwesten van Frankrijk, tegenwoordig in het departement Gers. Hij was een zoon van Bertrand de Batz-Castelmore en Françoise de Montesquiou, een dochter van de heer van Artagnan. Toen Charles' broer overleed erfde hij de titel 'graaf van Artagnan' (comte d'Artagnan). In die tijd was zijn vader hoofdelijk gardeleider onder koning Hendrik IV van Frankrijk, maar hij werd gedood tijdens zijn dienst toen hij de koning wilde redden tijdens een aanslag. D'Artagnan wilde net als zijn broers zijn vader opvolgen in de garde, die sinds 1622 werd aangeduid als les Mousquetaires du Roi. Toen hij zich omstreeks 1640 aanmeldde werd hij eerst geweigerd, omdat hij geen militaire achtergrond had. Maar door de inspanningen van de graaf van Troisville, kapitein van de Musketiers en een goede vriend van zijn vader, kreeg D'Artagnan toch een plaats in het regiment van diens zwager in het elitekorps van de koninklijke Gardes-Françaises in Fontainebleau.

### Militaire, diplomatieke en bestuurlijke loopbaan

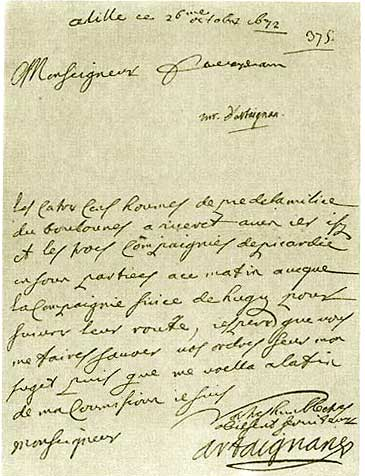
Brief met handtekening van D'Artagnan

D'Artagnan had een succesvolle loopbaan aan het hof. In 1644 trad hij door toedoen van kardinaal Mazarin toe tot de Musketiers, die in hoger aanzien stonden dan de Gardes-Françaises. De Musketiers werden door Mazarin ontbonden in 1646, maar D'Artagnan kreeg andere opdrachten. In de jaren na de eerste Fronde (1648-1649) was hij onder andere informant voor de kardinaal. De jonge koning Lodewijk XIV vertrouwde hem nadien ook belangrijke opdrachten toe die volledige discretie behoefden. Tijdens de tweede Fronde vluchtte Mazarin naar Brühl en D'Artagnan volgde hem. Deze trouw werd beloond. In 1652 werd D'Artagnan luitenant bij de Gardes-Françaises, in 1655 promoveerde hij tot kapitein. In 1657 werd het eerste korps van de Musketiers heropgericht. Het kreeg een omvang van 150 manschappen. D'Artagnan werd onderluitenant en voerde het eigenlijke commando; de officiële chef was een neef van Mazarin. Bij de dood van de kardinaal in 1661 werd zijn regiment musketiers bij dat van de koning gevoegd.
In 1659 huwde D'Artagnan in Vincennes met barones Charlotte de Chanlecy (1624-1683), de rijke weduwe van kapitein Léonard de Damas, die was omgekomen bij het beleg van Arras. Het paar kreeg twee zonen. Maar D'Artagnan toonde zich een wispelturige echtgenoot en Charlotte, die het Parijse leven niet kon verdragen, keerde terug naar haar baronie in Sainte-Croix in Bresse.
Lodewijk XIV zou op 9 juni 1660 in het Baskische kustplaatsje Saint-Jean-de-Luz in het huwelijk gaan treden met de Spaanse prinses Maria Theresia van Oostenrijk. De koning maakte van deze gelegenheid gebruik om de zuidelijke streken van zijn rijk te bezoeken. Bij deze lange reis werd hij vergezeld door D'Artagnan en zijn musketiers. Tijdens de halte in Vic-Fezensac bezocht D'Artagnan het ouderlijke kasteel van Castelmore in Lupiac.
D'Artagnan werd in 1661 belast met de arrestatie van de minister van Financiën Nicolas Fouquet. Deze had onder Mazarin een enorm fortuin vergaard en een machtsbasis opgebouwd, die door Lodewijk XIV als een bedreiging werd gezien. De koning, geïnformeerd door Jean-Baptiste Colbert, gaf D'Artagnan de opdracht om Fouquet in Nantes te arresteren en er persoonlijk zorg voor te dragen dat de gevangene niet kon ontsnappen. D'Artagnan vergezelde Fouquet in de volgende jaren telkens bij zijn overplaatsing naar de gevangenissen van het kasteel van Angers, het kasteel van Vincennes, de Bastille in Parijs, en ten slotte naar de citadel van Pinerolo. D'Artagnan zorgde er voortdurend voor dat de hooggeplaatste gevangene niets tekortkwam. Ondertussen onderhandelde D'Artagnan in Londen over de terugkoop van Duinkerke, waarin hij in 1662 slaagde.
De volgende taak die hij kreeg toebedeeld was het gouverneurschap van de stad Rijsel, die in 1667 door Frankrijk veroverd was tijdens de Devolutieoorlog. Als gouverneur genoot hij weinig populariteit. Zelf wilde hij liever als militair op het slagveld te dienen. Hij kreeg zijn kans in 1672, toen Lodewijk XIV ten strijde trok tegen de Republiek der Nederlanden aan het begin van de Frans-Nederlandse Oorlog (de Guerre de Hollande, 1672-1678).

### Overlijden en zoektocht naar het graf
In juni 1673 leidde de 62-jarige D'Artagnan als gardeofficier van Lodewijk XIV, samen met de vestingingenieur Sébastien Le Prestre de Vauban, de belegering van Maastricht. Toen de Franse musketiers de stad bestormden kwam hij in de vestingwerken buiten de Tongersepoort om het leven door een musketkogel door zijn keel. Vier musketiers stierven bij pogingen om het lichaam van D'Artagnan uit de vuurlinie te halen. Lodewijk XIV, die bij het beleg aanwezig was, was zeer ontdaan en schreef diezelfde avond aan zijn vrouw, koningin Maria Theresia: "Madame, ik heb D'Artagnan verloren, in wie ik het grootste vertrouwen had en die altijd goed voor me was". Vijf dagen later, op 30 juni 1673, viel Maastricht en trokken de Fransen zegevierend de stad in.
D'Artagnans graf is onbekend. De Franse historica Odile Bordaz, directrice van het museum en militair archief van Vincennes en auteur van een biografie over D'Artagnan, is van mening dat hij waarschijnlijk begraven ligt in of bij de Sint-Peter-en-Pauluskerk in Wolder, een dorp dat tegenwoordig deel uitmaakt van Maastricht. Wolder was de plaats waar de koninklijke tent van Lodewijk XIV stond tijdens het beleg van 1673. De koning liet dagelijks een mis opdragen in de dorpskerk en het zou om die reden niet vreemd zijn als D'Artagnan in de voorganger van de huidige kerk begraven ligt. Bordaz zou in 2008 een aanvraag ingediend hebben voor een opgravingsvergunning, maar deze is niet verleend. Een tweede poging in 2019 om in of rondom de kerk te zoeken naar het graf van D'Artagnan mislukte eveneens.

## Nalatenschap

### Standbeelden, gedenktekens, vernoemingen
In Maastricht bevinden zich diverse beelden en gedenktekens die herinneren aan D'Artagnan. Het oudste is een stenen beeldje van Matthias Camps uit 1954, dat na enige omzwervingen een plaats gevonden heeft bij de keermuur van de stadswal aan de Polvertorenstraat. Het beeldje stond aanvankelijk (1973-1977) bij het bastion Waldeck, dichter bij de vermoedelijke plaats van overlijden van D'Artagnan. In 1977 werd het vervangen door een bronzen beeldje van de hand van de kunstenares Gertrud Januszewski. Nabij de Tongersekat in het Aldenhofpark, onderdeel van het Stadspark Maastricht, staat een bronzen standbeeld van D'Artagnan van de Russische kunstenaar Alexander Taratynov uit 2003. Vlakbij, aan de gevel van het hoekpand Aldenhofpark-Tongerseweg, bevindt zich een mozaïek van D'Artagnan te paard door H. Meertens (jaartal onbekend). Het beeldje van Januszewski in het Waldeckpark werd in 2006 gestolen. Na een aantal tijdelijke invullingen werd hier in 2018 een kunstwerk van Anne Wenzel geplaatst, bestaande uit D'Artagnans mantel en hoed, schijnbaar achteloos bevestigd aan een vestingmuur, en een verwelkte bos bloemen op de sokkel van het gestolen beeld.
Tijdens de Franse bezetting van Maastricht (1673-1678) werden de vestingwerken naar plannen van Vauban vernieuwd. Een van de door de Fransen gebouwde buitenwerken was de Demilune des Mousquetaires, een ravelijn dat naar D'Artagnan en zijn kompanen werd vernoemd. Het werd omstreeks 1690 gesloopt voor de aanleg van het bastion Waldeck. In de Maastrichtse wijk Biesland bevindt zich sinds 1963 zowel een D'Artagnanlaan als een Castelmorelaan, even als andere straten genoemd naar personen of zaken die verband houden met D'Artagnan, de musketiers en het beleg van 1673.

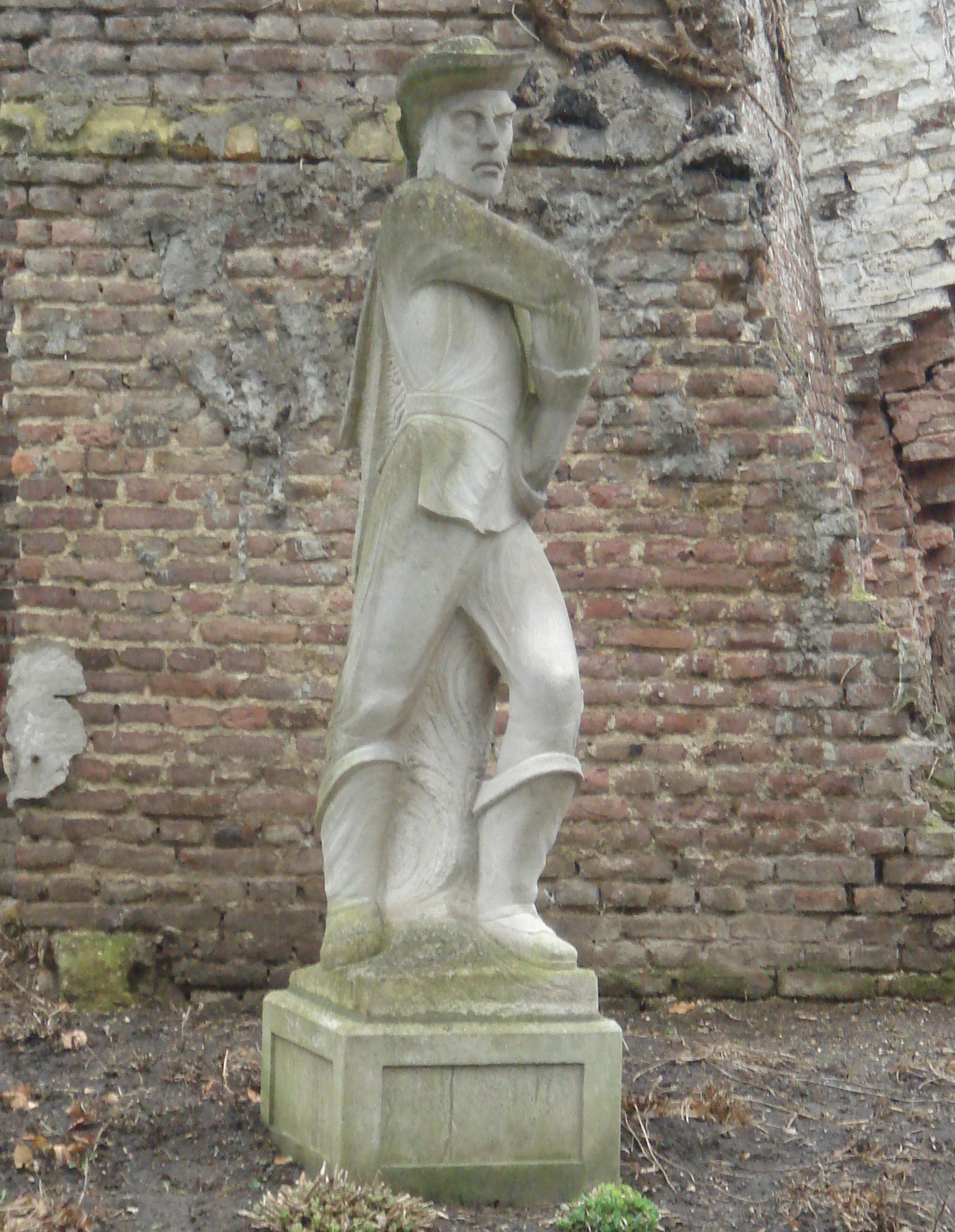
Beeldje Polvertorenstraat, Maastricht
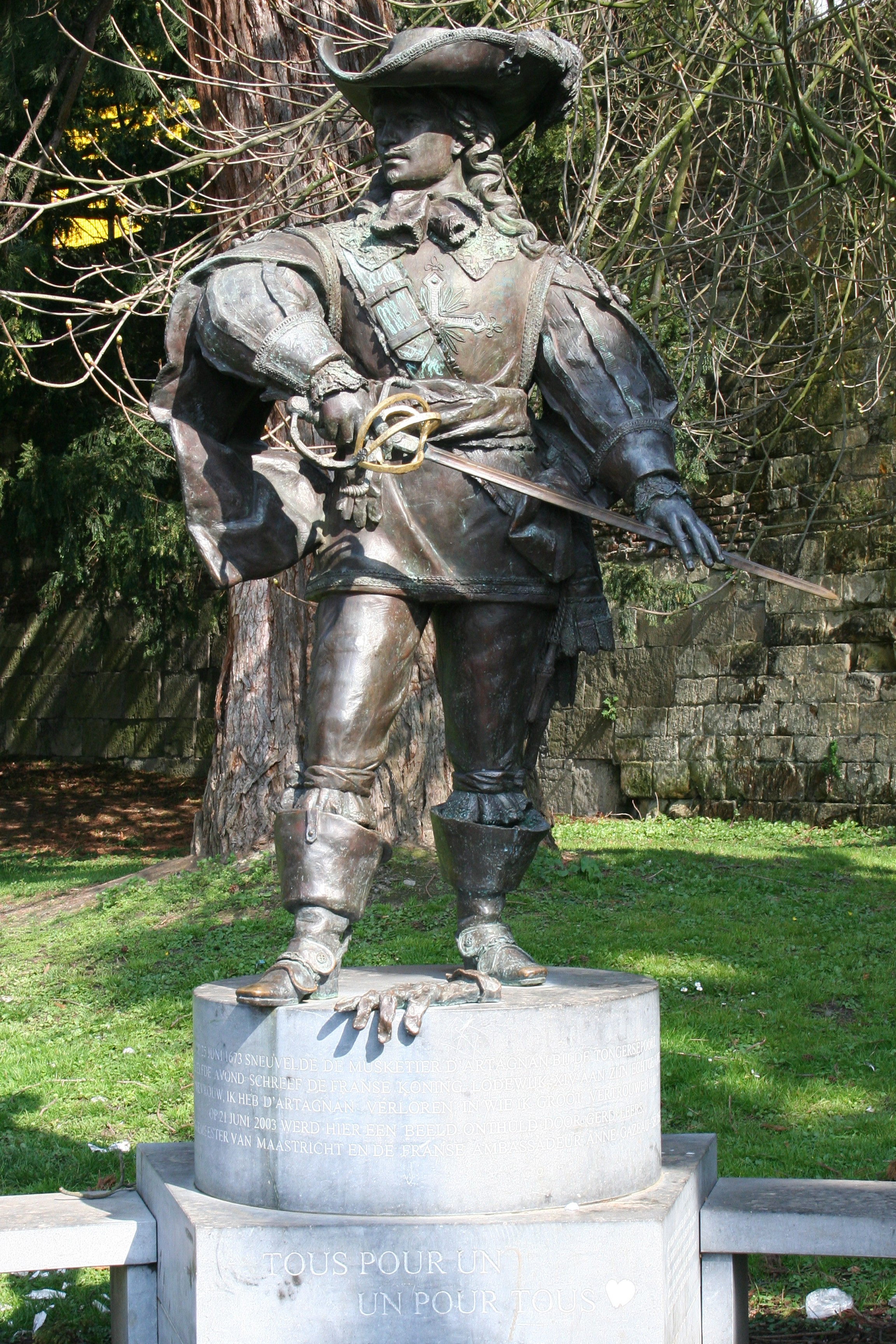
Standbeeld Aldenhofpark, Maastricht
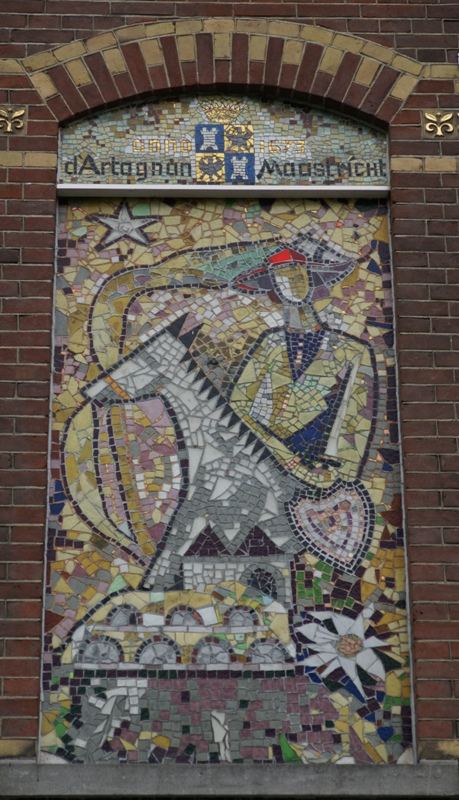
Mozaïek Aldenhofpark / Tongerseweg, Maastricht
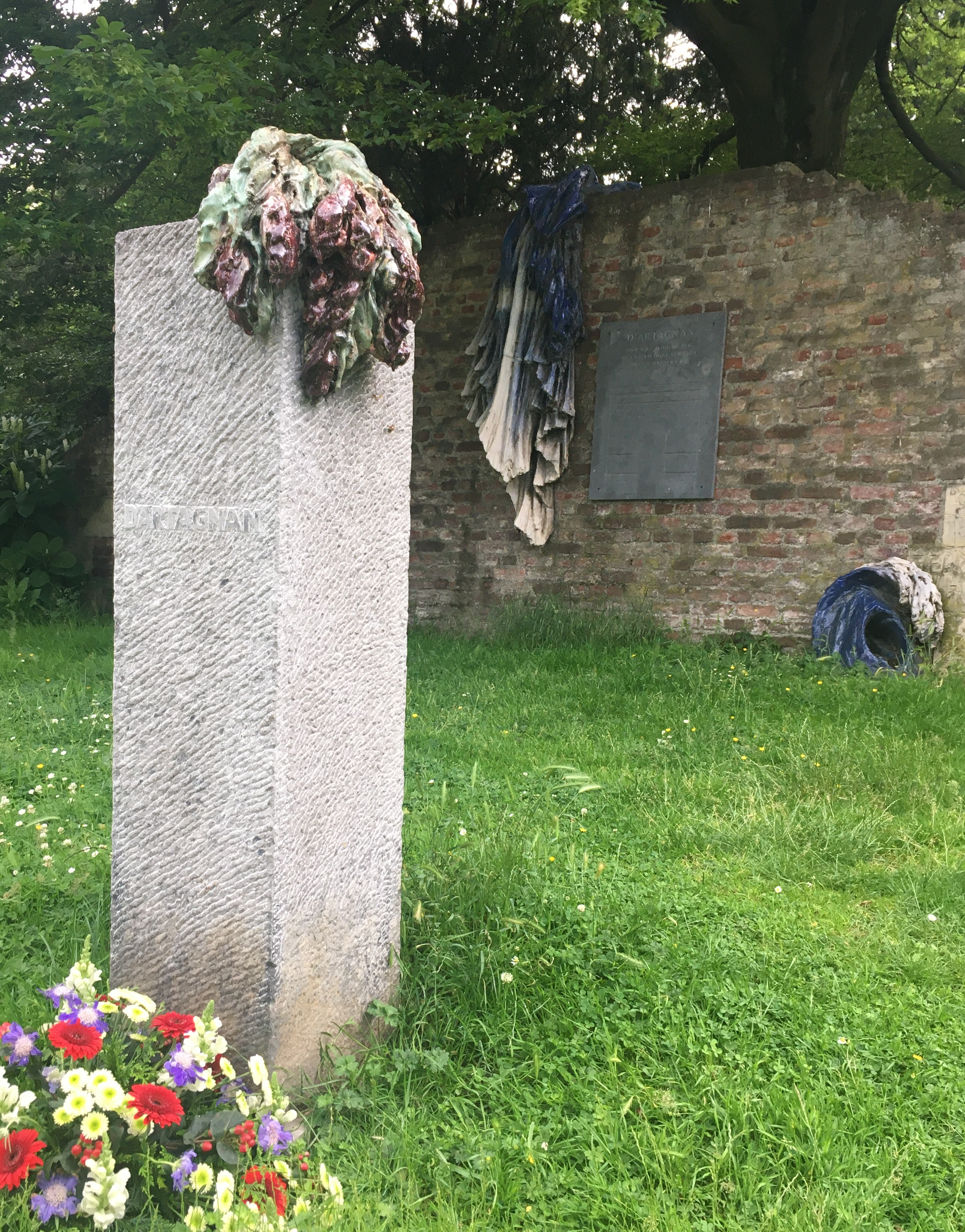
Kunstwerk Waldeckpark, Maastricht

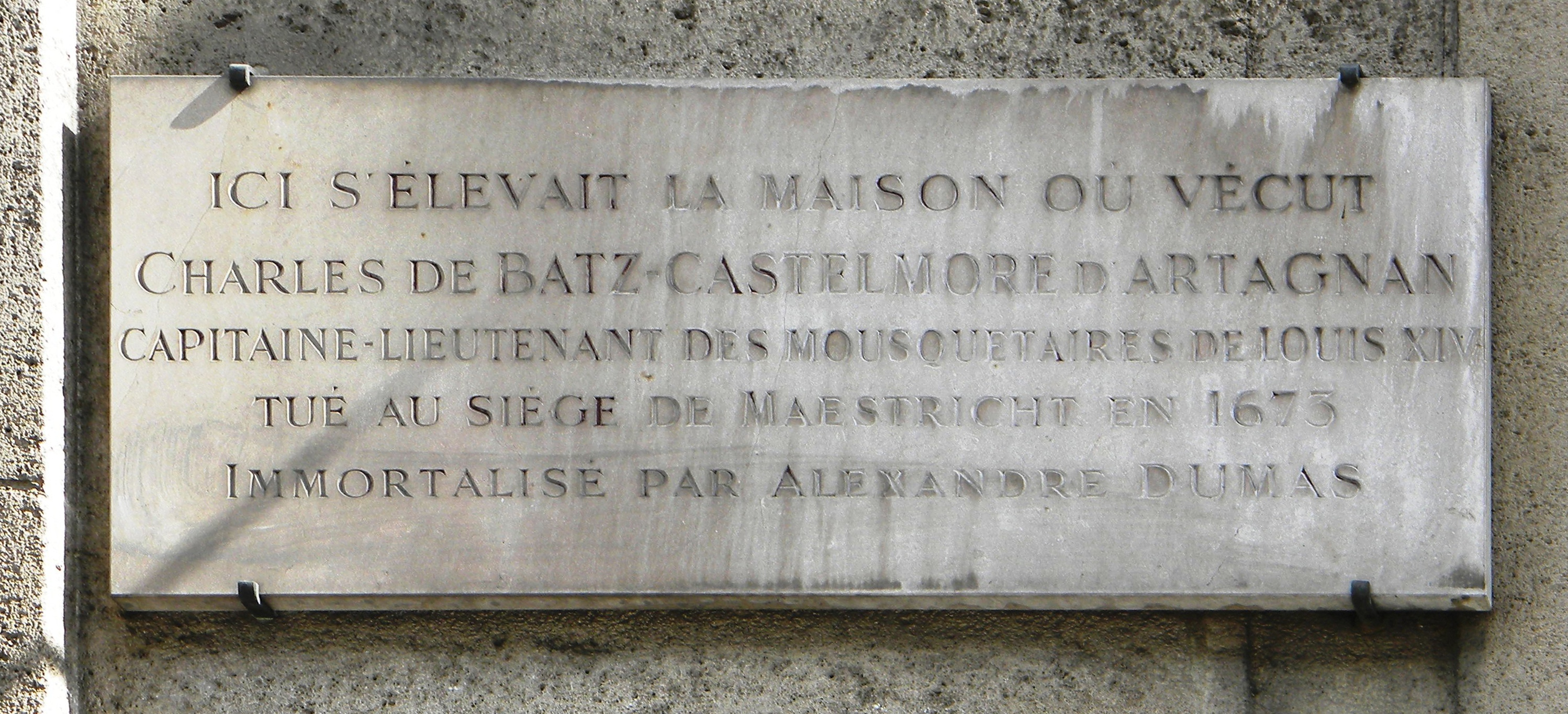
Plaquette aan de gevel van Rue du Bac 1 in Parijs, ter plekke van D'Artagnans woonhuis

In diverse steden in Frankrijk bevinden zich standbeelden en andere gedenktekens van D'Artagnan, soms in gezelschap van andere musketiers. Tientallen straten zijn naar hem genoemd. In zijn geboorteplaats Lupiac is een museum aan hem gewijd. Het Parijse woonhuis van D'Artagnan in de Rue du Bac bestaat niet meer, maar het huidige pand op die plek draagt een herinneringsplaquette.
De planetoïde D'Artagnan (14238), het Belgische baggerschip D'Artagnan en de Duitse folkrockband dArtagnan zijn naar Charles de Batz de Castelmore genoemd. [D'Artagnan is tevens de naam van een Frans tweemotorig vliegtuig, de voornaam van een voormalig Americanfootballspeler en de naam van een Amerikaans vleeswarenbedrijf.

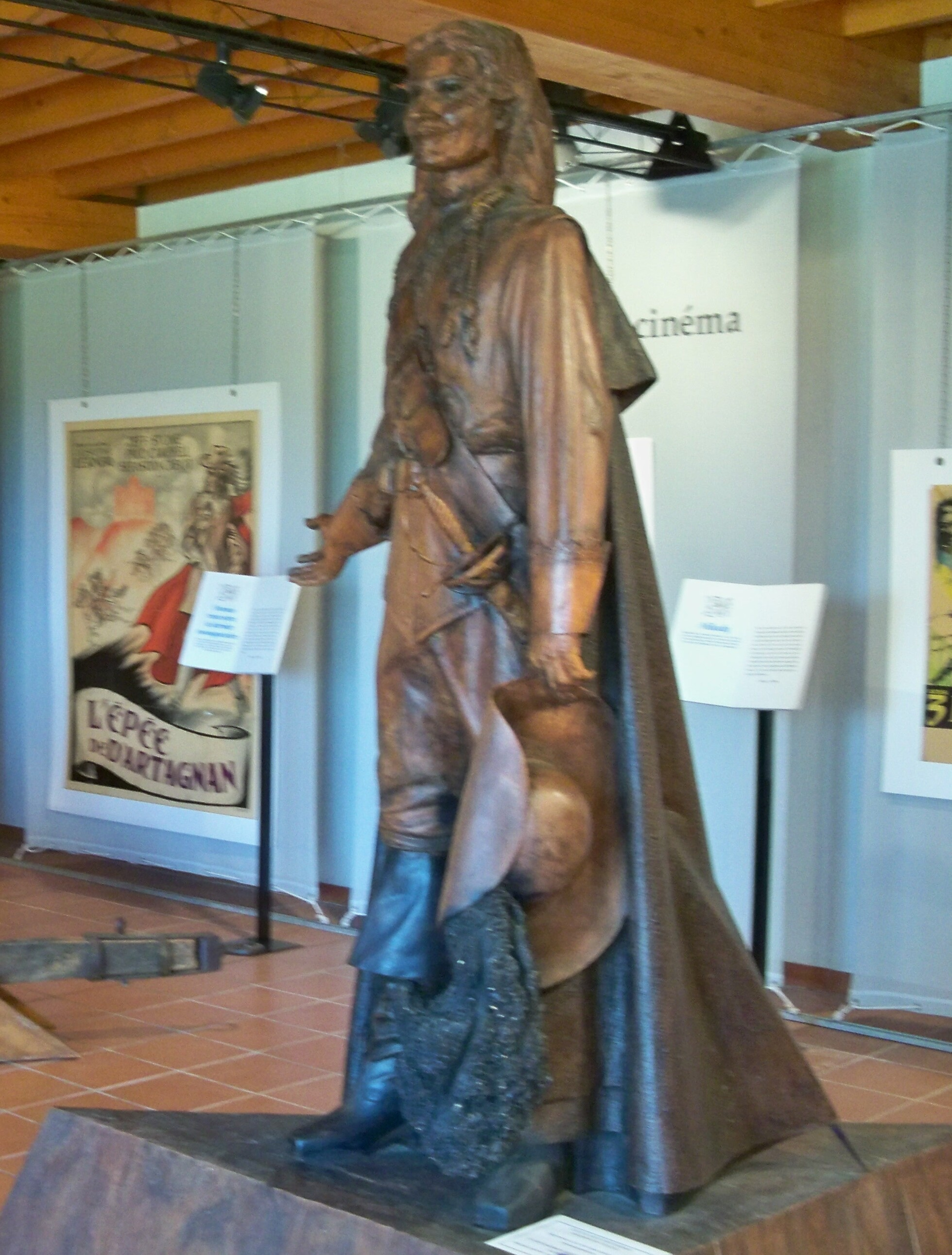
Standbeeld in het D'Artagnanmuseum, Lupiac
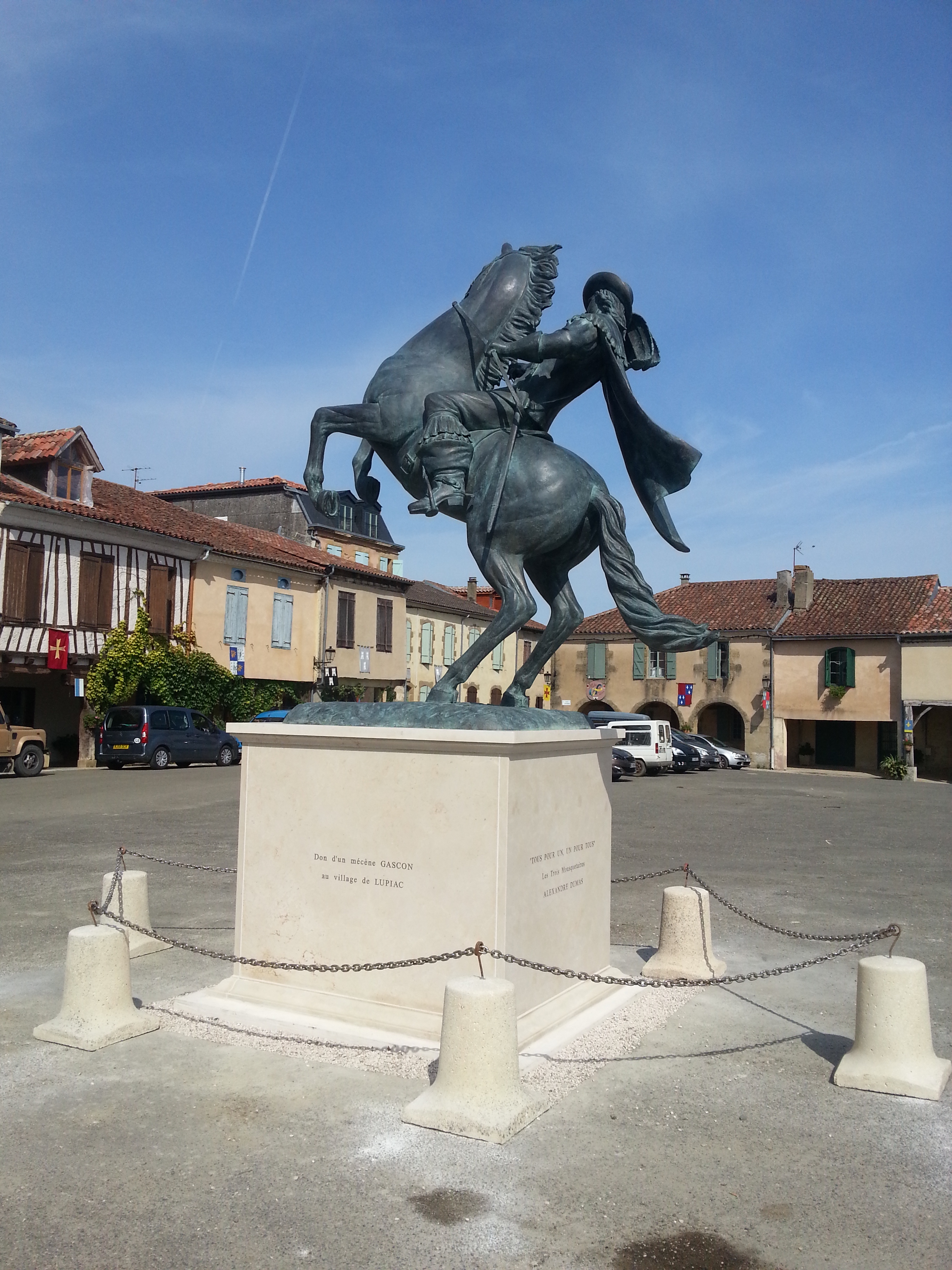
Ruiterstandbeeld, Lupiac
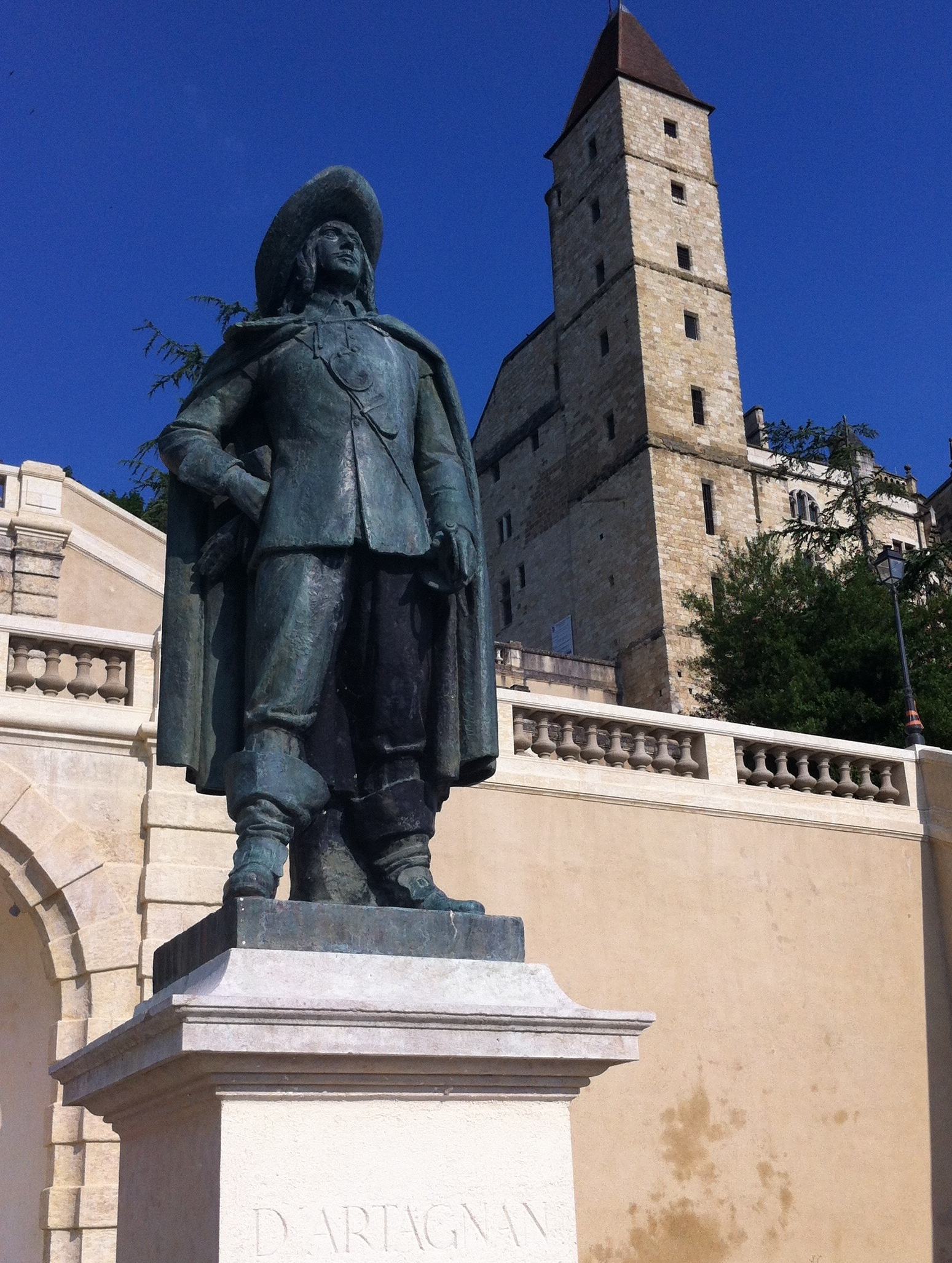
Standbeeld bij de Tour d'Armagnac, Auch
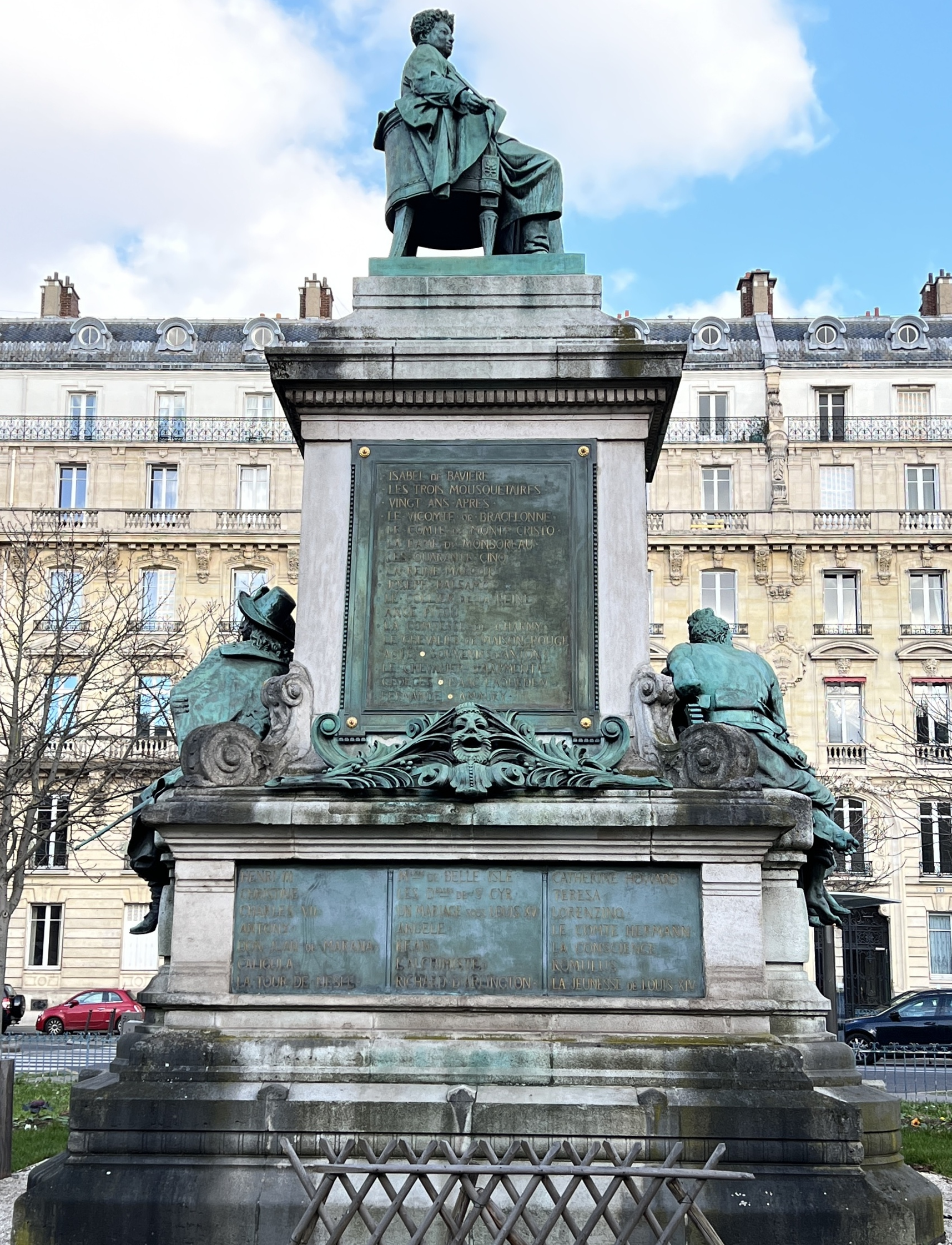
Dumasmonument in Parijs. Links D'Artagnan

### In fictie
De gefingeerde memoires van D'Artagnan werden omstreeks 1700 opgetekend door Gatien de Courtilz de Sandras, onder de titel Les Memoires de M. d'Artagnan (drie delen). Het beleg van Maastricht en de dood van D'Artagnan worden daarin in enkele zinnen afgedaan en bevatten nauwelijks feitelijke informatie.
In de negentiende eeuw bracht Alexandre Dumas zijn wereldberoemde trilogie uit, losjes gebaseerd op de 'memoires' van Courtilz de Sandras: Les Trois Mousquetaires, Vingt Ans après  en Le vicomte de Bragelonne (waarin het verhaal van de man met het ijzeren masker voorkomt). De geromantiseerde verhalen werden talloze malen verfilmd, de eerste keer in 1916.
Acteurs die de rol van D'Artagnan ooit speelden:
- Orrin Johnson - The Three Musketeers (1916)
- Douglas Fairbanks - The Three Musketeers (1921)
- Walter Abel - The Three Musketeers (1935)
- Don Ameche - The Three Musketeers (1939)
- Gene Kelly - The Three Musketeers (1948)
- Carlo Ninchi - Il figlio di d'Artagnan (1950)
- Robert Clarke - Blades of the Musketeers / Sword of D'Artagnan (1953)
- Georges Marchal - Les Trois Mousquetaires (1953)
- George Nader - Le secret de d'Artagnan / Il colpo segreto di d'Artagnan (1962)
- Fernando Lamas - D'Artagnan contro i tre moschettieri (1963)
- Jean-Pierre Cassel - Cyrano et d'Artagnan (1964)
- Michael York - The Three Musketeers (1973), The Four Musketeers (1974) en The Return of the Musketeers (1989)
- Francis Perrin (als stemacteur) - D'Artagnan L'Intrépide (animatiefilm, 1974)
- Michail Bojarski - D'Artagnan en de drie Musketiers (1978, Russisch)
- Chris O'Donnell - The Three Musketeers (1993)
- Philippe Noiret - La Fille de d'Artagnan (1994)
- Gérard Hernandez (stemacteur) - Albert le 5ème Mousquetaire (animatieserie, 1994)
- Gabriel Byrne - The Man in the Iron Mask (1998)
- Justin Chambers - The Musketeer (2001)
- Bastiaan Ragas - 3 Musketiers (musical, 2003)
- Logan Lerman - The Three Musketeers (2011)
- Luke Pasqualino - The Musketeers (Britse tv-serie, 2014-2016)
- Raymond Thiry - Code M (2015)
- François Civil - Les Trois Mousquetaires (2023)

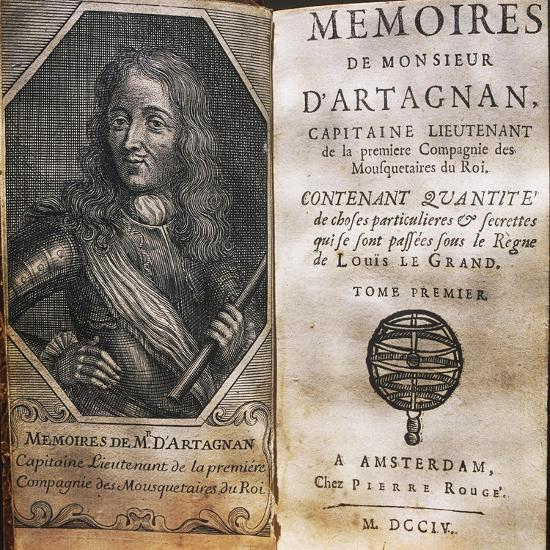
Titelpagina en gravure uit de "memoires" van Courtilz de Sandras, deel 3 gedrukt te Amsterdam (1704)
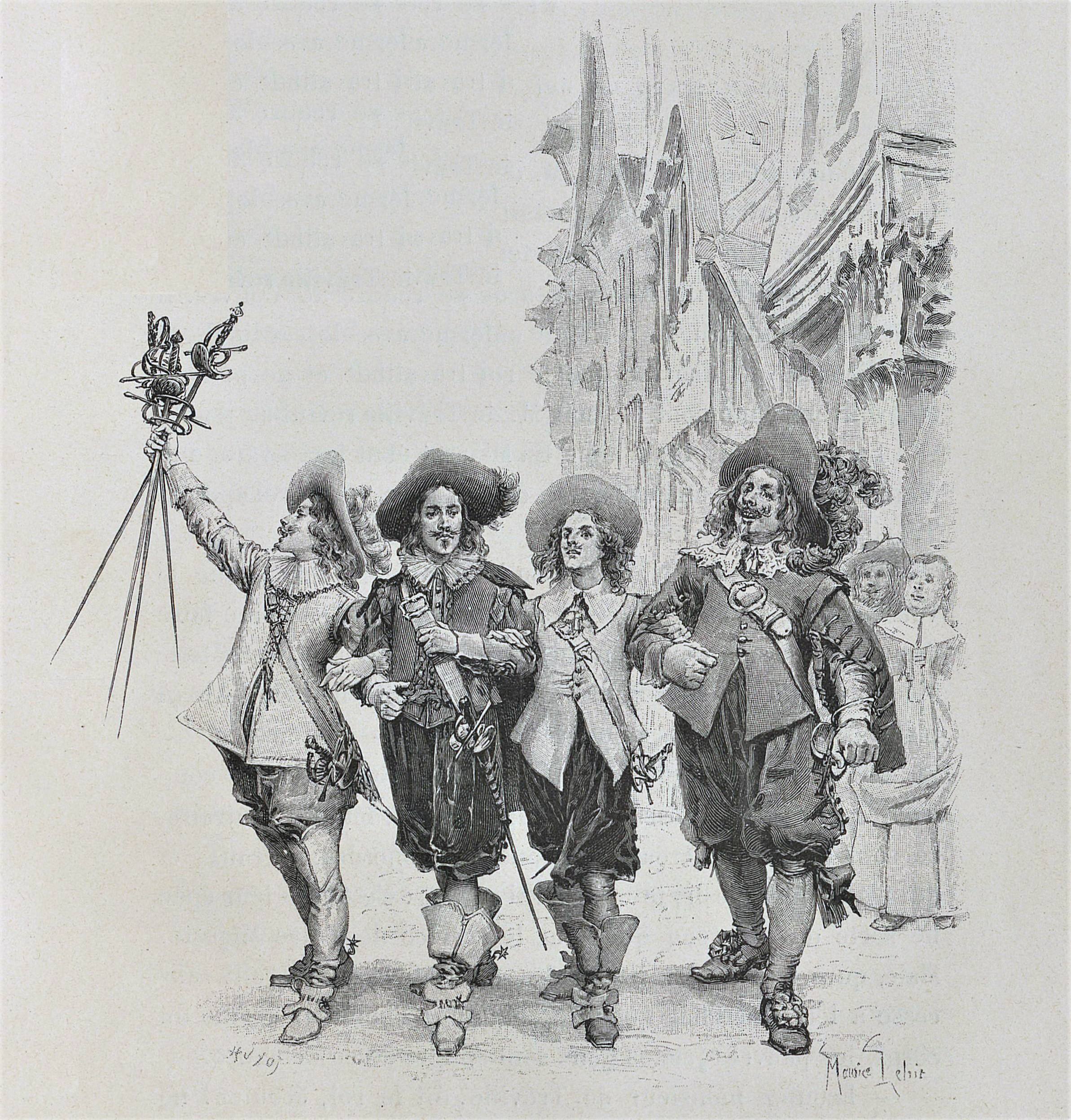
Boekillustratie De drie musketiers (1894); gravure van Jules Huyot, naar een tekening van Maurice Leloir
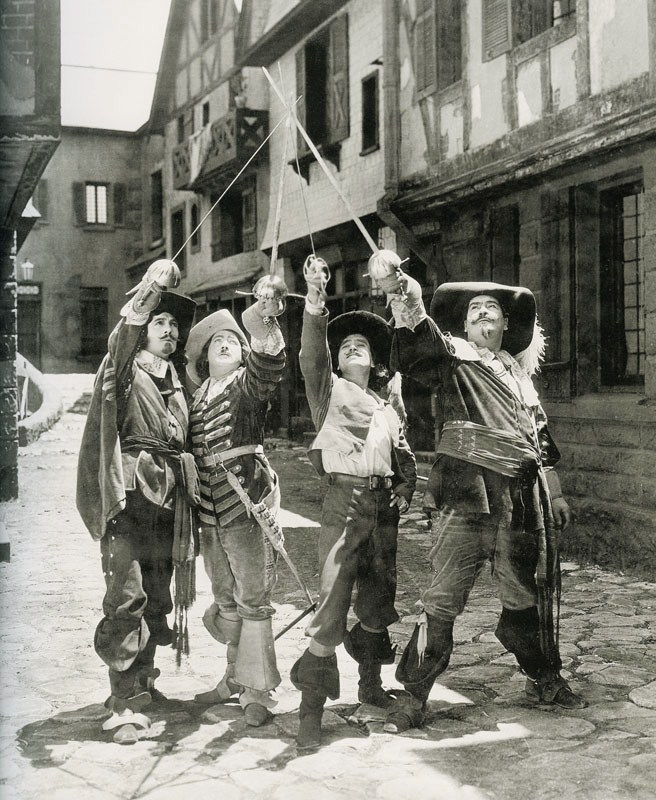
Douglas Fairbanks, derde van links, in de film The Three Musketeers (1921)
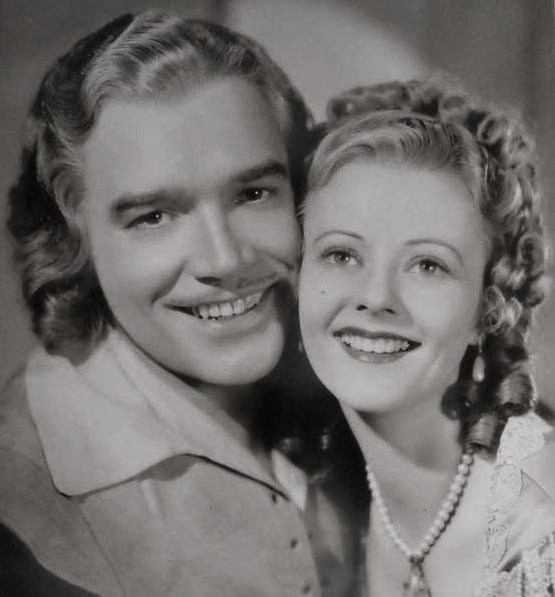
Walter Abel en Margot Grahame als D'Artagnan en Milady de Winter in The Three Musketeers (1935)